# Коста Барбарусес
Константінос «Коста» Барбарусес (англ. Konstantinos Barbarouses, грец. Κωνσταντίνος "Κώστας" Μπαρμπαρούσης, нар. 19 лютого 1990, Веллінгтон, Нова Зеландія) — новозеландський футболіст грецького походження, нападник, фланговий півзахисник клубу «Сідней».

## Клубна кар'єра

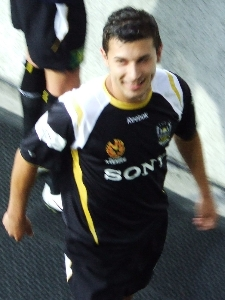
Барбарусес у футболці «Веллінгтон Фенікс» у 2009.

Народився 19 лютого 1990 року в місті Веллінгтон. Вихованець футбольної школи «Веллінгтон Олімпік».
У дорослому футболі дебютував 2005 року виступами за команду клубу «Тім Веллінгтон», в якій провів два сезони, взявши участь у 19 матчах чемпіонату. 
Згодом з 2007 по 2012 рік грав у складі команд клубів «Веллінгтон Фенікс», «Брисбен Роар», «Аланія» та «Панатінаїкос».
Протягом 2013—2016 років захищав кольори команди клубу «Мельбурн Вікторі».
2016 року приєднався до «Веллінгтон Фенікс», де провів один сезон, після якого повернувся до «Мельбурн Вікторі».
7 червня 2019 року підписав контракт з «Сіднеєм».

## Виступи за збірні
2006 року дебютував у складі юнацької збірної Нової Зеландії, взяв участь у 19 іграх на юнацькому рівні, відзначившись 16 забитими голами.
Протягом 2008–2009 років залучався до складу молодіжної збірної Нової Зеландії. На молодіжному рівні зіграв у 3 офіційних матчах, забив 2 голи.
З 2008 по 2012 рік  захищав кольори олімпійської збірної Нової Зеландії. У складі цієї команди провів 5 матчів. У складі збірної — учасник футбольного турніру на Олімпійських іграх 2012 року у Лондоні.
2008 року дебютував в офіційних матчах у складі національної збірної Нової Зеландії. Наразі провів у формі головної команди країни 40 матчів, забивши 3 голи.
У складі збірної був учасником кубка націй ОФК 2016 року на Соломонових Островах, на якому команда здобула бронзові нагороди, кубка націй ОФК 2016 року у Папуа Новій Гвінеї, здобувши того року титул переможця турніру та розіграшу Кубка конфедерацій 2017 року у Росії.

## Ігрова статистика
Станом на 16 червня 2016
| Клуб                | Сезон             | Ліга  | Ліга | Кубок | Кубок | Континентальні кубки | Континентальні кубки | Інше  | Інше | Усього | Усього |
| Клуб                | Сезон             | Матчі | Голи | Матчі | Голи  | Матчі                | Голи                 | Матчі | Голи | Матчі  | Голи   |
| ------------------- | ----------------- | ----- | ---- | ----- | ----- | -------------------- | -------------------- | ----- | ---- | ------ | ------ |
| «Веллінгтон Фенікс» | 2007–08           | 3     | 0    | –     | –     | –                    | –                    | –     | –    | 3      | 0      |
| «Веллінгтон Фенікс» | 2008–09           | 5     | 1    | –     | –     | –                    | –                    | –     | –    | 5      | 1      |
| «Веллінгтон Фенікс» | 2009–10           | 13    | 1    | –     | –     | –                    | –                    | –     | –    | 13     | 1      |
| «Веллінгтон Фенікс» | Усього            | 21    | 2    | –     | –     | 0                    | 0                    | –     | –    | 21     | 2      |
| «Брисбен Роар»      | 2010–11           | 30    | 11   | –     | –     | –                    | –                    | 3     | 1    | 33     | 12     |
| «Аланія»            | 2011–12           | 13    | 2    | –     | –     | 1                    | 0                    | –     | –    | 14     | 2      |
| «Панатінаїкос»      | 2012–13           | 11    | 0    | 0     | 0     | 0                    | 0                    | –     | –    | 11     | 0      |
| «Мельбурн Вікторі»  | 2013–14           | 22    | 4    | –     | –     | 6                    | 2                    | 2     | 0    | 30     | 6      |
| «Мельбурн Вікторі»  | 2014–15           | 24    | 5    | 2     | 1     | –                    | –                    | 2     | 2    | 26     | 6      |
| «Мельбурн Вікторі»  | 2015–16           | 24    | 6    | 4     | 3     | 8                    | 1                    | 1     | 0    | 36     | 10     |
| «Мельбурн Вікторі»  | Усього            | 70    | 15   | 6     | 4     | 14                   | 3                    | 5     | 2    | 95     | 23     |
| Усього за кар'єру   | Усього за кар'єру | 145   | 30   | 6     | 4     | 15                   | 3                    | 8     | 3    | 171    | 38     |

## Титули і досягнення
- Переможець Юнацького чемпіонату ОФК (1):

Нова Зеландія (U-17): 2007
- Володар Кубка націй ОФК (2):

Нова Зеландія:  2008, 2016
- Бронзовий призер Кубка націй ОФК (1):

Нова Зеландія:  2012
- Чемпіон Австралії (2):

«Брисбен Роар»: 2010—2011
«Мельбурн Вікторі»: 2014—2015